# Adenia poggei
Adenia poggei là một loài thực vật có hoa trong họ Lạc tiên. Loài này được (Engl.) Engl. mô tả khoa học đầu tiên năm 1921.